# Claudia Mitchell
Claudia Mitchell (* 1980) je první žena, která byla vybavena bionickou paží. Jde o průlomové použití bioniky v protetické praxi.
Její umělá paže je prototyp vyvinutý v Chicagském rehabilitačním institutu a je zatím (srpen 2006) nejpokročilejší protetická horní končetina a liší se od ostatních také tím, že nevyžaduje žádné další implantáty. Její paže má hodnotu 4 milionů amerických dolarů.